# Rajecké Teplice
Rajecké Teplice (deutsch Bad Rajetz, ungarisch Rajecfürdő) ist eine Stadt mit zirka 2600 Einwohnern in der Nordslowakei.

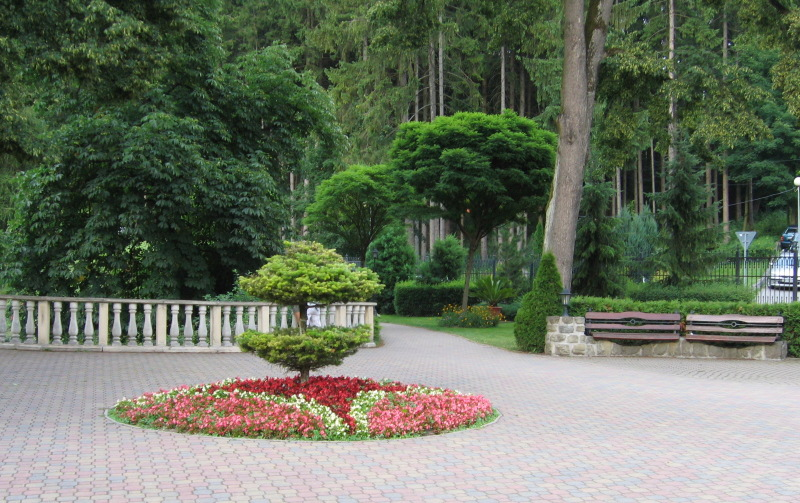
Park in Rajecké Teplice

Der Ort wurde 1376 zum ersten Mal schriftlich als Tapolcha erwähnt und gliedert sich in die Teile Poluvsie (1990 eingemeindet) und Rajecké Teplice.
Von 1888 bis 1951 gehörte sie zur Gemeinde Konská.

## Bevölkerung
| Jahr:                | 1994. | 2004.   | 2014.   | 2024.   |
| -------------------- | ----- | ------- | ------- | ------- |
| Anzahl der Personen: | 2597  | 2728    | 2948    | 2833    |
| Unterschied:         |       | +5,04 % | +8,06 % | -3,90 % |

| Jahr:                | 2023. | 2024.   |
| -------------------- | ----- | ------- |
| Anzahl der Personen: | 2847  | 2833    |
| Unterschied:         |       | -0,49 % |

## Persönlichkeiten
Aus dem Ortsteil Poluvsie stammt Jozef Gabčík (1912–1942), einer der beiden Heydrich-Attentäter. An seinem Elternhaus wurde 2014 eine Gedenktafel angebracht.

## Partnerstädte
- Pozlovice, Tschechien